# Nikolaj Egorovič Žukovskij
Nikolaj Egorovič Žukovskij (in russo Никола́й Его́рович Жуко́вский?; Orechovo, 17 gennaio 1847, 5 gennaio del calendario giuliano – Mosca, 17 marzo 1921) è stato uno scienziato e matematico russo, padre fondatore delle moderne aerodinamica ed idrodinamica.

## Biografia
Žukovskij nacque in un villaggio dell'Oblast' di Vladimir. Si laureò all'Università di Mosca nel 1868. Dal 1872 fu professore alla Scuola tecnica imperiale. Nel 1904 a Kačino, vicino alla capitale, istituì la prima Accademia di aerodinamica del mondo. Dal 1918 fu alla guida dello TsAGI, l'Istituto centrale di aerodinamica.
Fu il primo scienziato a spiegare matematicamente la portanza di un corpo che si muove attraverso un fluido ideale, il primo a definire la portanza aerodinamica come proporzionale alla velocità ed alla circolazione attorno al corpo e fu il primo a definire attraverso una trasformazione matematica la forma aerodinamica di un profilo avente come elemento essenziale un bordo d'attacco arrotondato, spessore finito (limitato), ed un bordo d'uscita appuntito. Costruì anche la prima galleria del vento in Russia.
Gli sono stati intitolati una cittadina dell'Oblast' di Mosca ed un cratere sulla Luna.

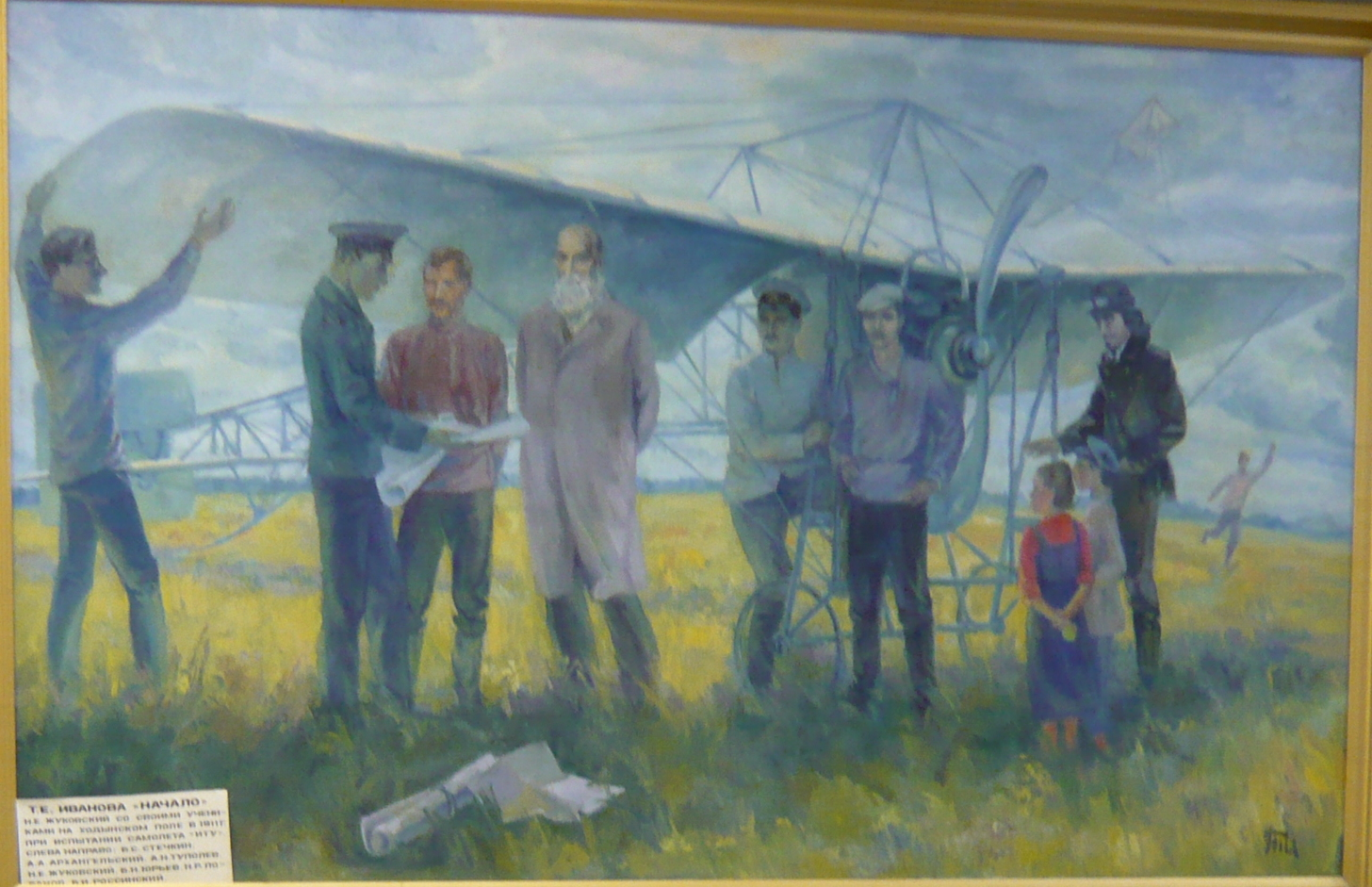
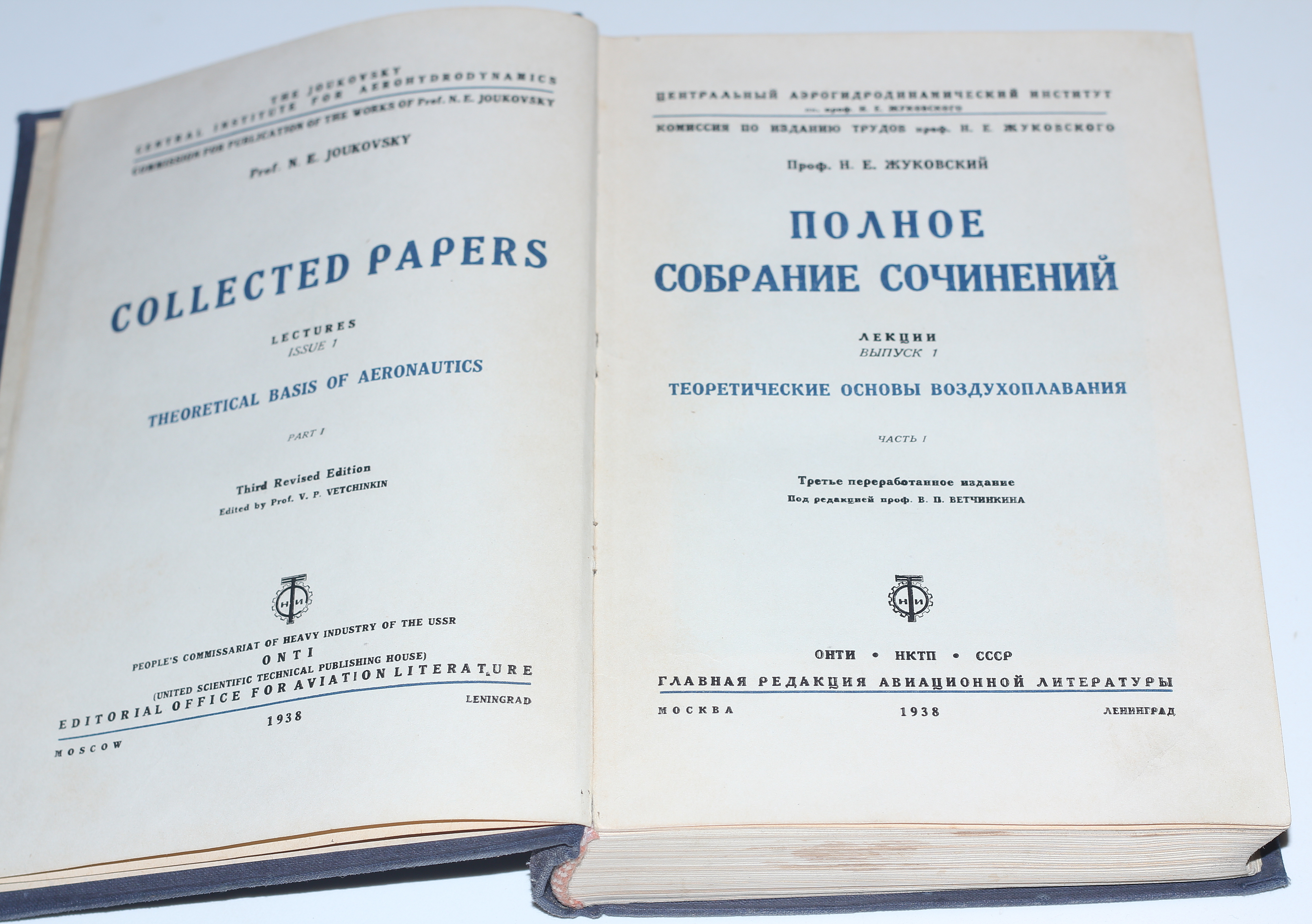
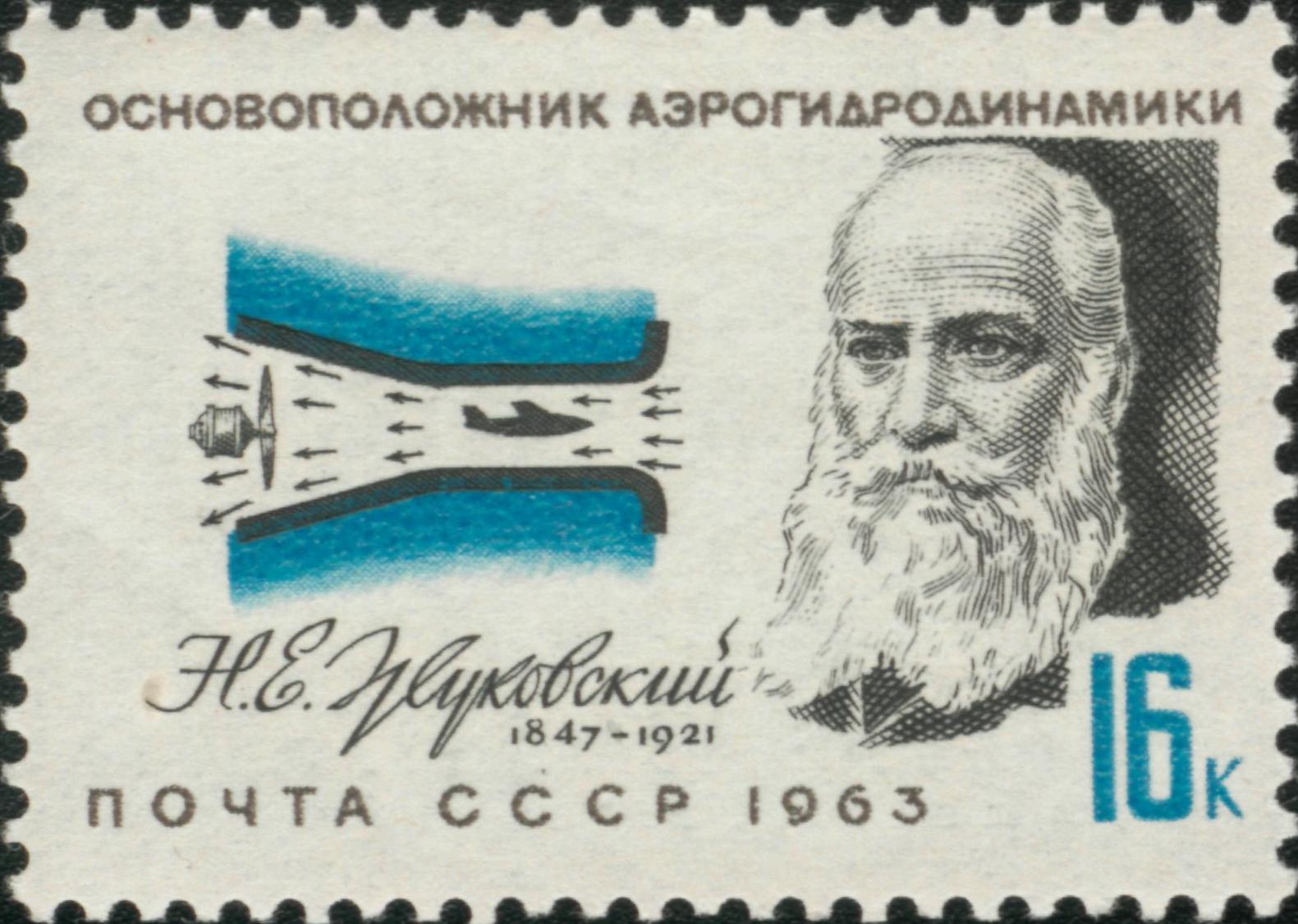